# Пномпень Краун
«Пномпень Краун» — столичный футбольный клуб из Камбоджи. Прежние названия: Самрат Юнайтед, Хэлоу Юнайтед, Пномпень Юнайтед и Империя Пномпень. Нынешнее название было присвоено клубу в 2009 году. Клуб выиграл 8 камбоджийских лиг (2002, 2008, 2010, 2011, 2014, 2015, 2021, 2022), занял второе место в ней в 2005 и 2006 годах, выиграл Hun Sen Cup в 2008 и 2009 годах, Суперкубок и Кубок лиги Камбоджи в 2022 году.

## История
В 1950-е и 1960-е годы славы камбоджийского футбола, когда страна была одной из сильнейших команд в регионе наряду с Таиландом, Бирмой и Индией. После завершения гражданской войны в 1970-х годах, никто даже и думать не мог о возрождении футбола. Возрождение камбоджийского футбола началось в начале 1990-х годов, сборная Камбоджи была представлена на 1995 Игры Юго-Восточной Азии и в следующем году они уже приняли участие в квалификации чемпионата мира.
В 2000 году Камбоджийская Федерация футбола основала Чемпионат Камбоджи по футболу, чуть позже был основан ФК Самрат Юнайтед, спонсировавшийся компанией Самрат Коммуникейшн. В 2002 году команда выиграла национальный чемпионат и квалифицировалась в Клубный Чемпионат ACEAH, в котором дошла до четвертьфинала и проиграла малайзийскому Пераку. Нынешнее название клубы было дано в 2009 году. В 2011-м команда дошла до финала Кубка Президента АФК.
С 2020 года главным тренером является украинец Олег Старинский.

## Достижения
- Чемпион Камбоджи (8): 2002, 2008, 2010, 2011, 2014, 2015, 2021, 2022
- Победитель Hun Sen Cup: 2008, 2009
- Победитель Суперкубка Камбоджи: 2022
- Победитель Кубка лиги Камбоджи: 2022